# Leszek Grodecki

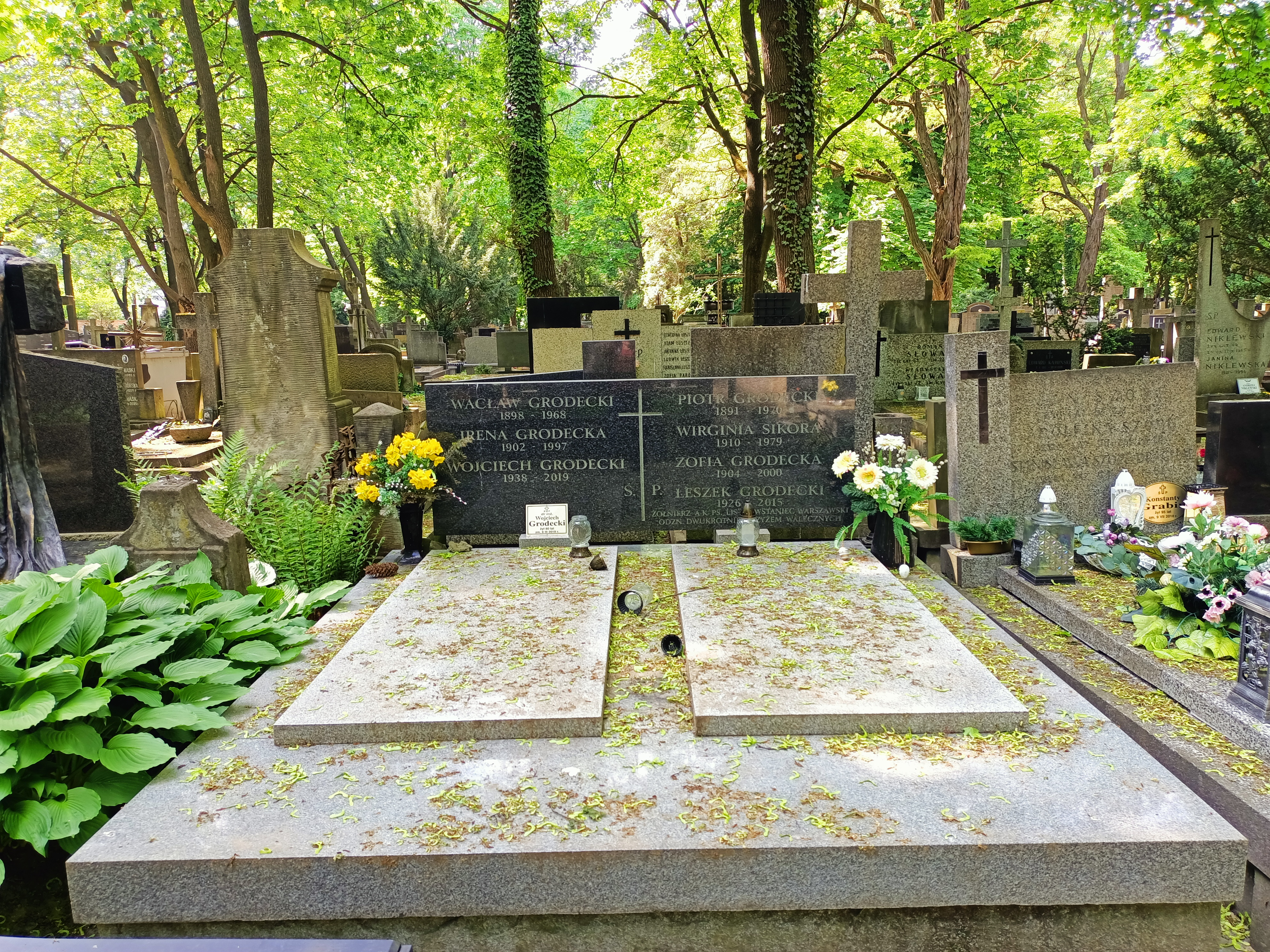
Grób Leszka Grodeckiego na cmentarzu Powązkowskim

Leszek Grodecki ps. Lis (ur. 21 września 1926, zm. 21 czerwca 2015 w Warszawie) – powstaniec warszawski, polski siatkarz, reprezentant Polski.

## Życiorys
Jego rodzicami byli Piotr i Zofia z domu Frączek.
W latach 1939–1944 brał udział w konspiracji. Był żołnierzem Armii Krajowej w VIII Samodzielnym Rejonie Okęcie (7 pułk piechoty „Garłuch”, III batalion, 5. kompania, pluton 36). W powstaniu warszawskim walczył w Zgrupowaniu „Radosław”, batalionach „Parasol” i „Miotła”.

### Kariera siatkarska
W 1949 został członkiem AZS Warszawa, w 1950 sięgnął z tą drużyną po brązowy medal mistrzostw Polski, w 1951 po Puchar Polski. Od jesieni 1951 grał w CWKS Warszawa, w 1952 zdobył z tą drużyną brązowy medal mistrzostw Polski i Puchar Polski. W latach 1949–1952 wystąpił w 25 spotkaniach reprezentacji Polski seniorów, w tym na mistrzostwach świata w 1949 (5. miejsce) i 1952 (7. miejsce) oraz mistrzostwach Europy w 1950 (6. miejsce)
Został pochowany na Cmentarzu Powązkowskim w Warszawie.